# Кевін Фікентшер
Кевін Фікентшер (нім. Kevin Fickentscher, нар. 6 липня 1988, Ньйон) — швейцарський футболіст, воротар клубу «Сьйон».
Виступав, зокрема, за клуби «Сьйон» та «Лозанна», а також молодіжну збірну Швейцарії.

## Клубна кар'єра
Народився 6 липня 1988 року в місті Ньйон.
У дорослому футболі дебютував 2007 року виступами за команду «Вердер» II, у якій провів один сезон, взявши участь у 2 матчах чемпіонату. 
Згодом з 2008 по 2010 рік грав у складі команд «Ла Шо-де-Фон» та «Сьйон-2».
Своєю грою за останню команду привернув увагу представників тренерського штабу головної команди клубу «Сьйон», до складу якої приєднався 2010 року. Відіграв за команду зі Сьйона наступні два сезони своєї ігрової кар'єри.
Протягом 2012—2013 років знову захищав кольори клубу «Сьйон-2».
У 2013 році уклав контракт з клубом «Лозанна», у складі якого провів наступні два роки своєї кар'єри гравця. 
До складу клубу «Сьйон» приєднався 2015 року. Станом на 3 серпня 2021 року відіграв за команду зі Сьйона 108 матчів в національному чемпіонаті.

## Виступи за збірні
У 2007 року дебютував у складі юнацької збірної Швейцарії (U-20), загалом на юнацькому рівні взяв участь у 3 іграх, пропустивши 3 голи.
Протягом 2008–2011 років залучався до складу молодіжної збірної Швейцарії. На молодіжному рівні зіграв у 5 офіційних матчах, пропустив 4 голи.